# ليو كالاهان
ليو كالاهان (بالإنجليزية: Leo Callahan)‏ هو لاعب كرة قاعدة أمريكي، ولد في 9 أغسطس 1890 في Jamaica Plain ‏ في الولايات المتحدة، وتوفي في 2 مايو 1982 في إيري في الولايات المتحدة.

## وصلات خارجية
- ليو كالاهان على موقعبيزبول رفرنس.كوم (الدوري الرئيسي) (الإنجليزية)